# Amo te sola
Pour plus de détails, voir Fiche technique et Distribution.
Amo te sola est un film italien réalisé par Mario Mattoli, sorti en 1935.

## Synopsis
En 1848, le Grand-Duché de Toscane, connait de forte tension politique avec le printemps des peuples. Giovanni, un jeune compositeur napolitain qui vient d’arriver dans la ville de Florence, est entré accidentellement en contact avec des libéraux et a été convaincu de composer l’hymne des Volontaires. Entre lui et une fille de bonne société naît un amour tendre mais le jeune homme est forcé de fuir à Milan pour des problèmes avec la police. C’est là qu’il a trouvé le succès professionnel en composant et en représentant un opera buffa à l’occasion du deuxième trigesimo de la libération de Milan. Il retourne auprès de sa bien-aimée mais se retrouve mêlé à une série de malentendus et d’incidents qui semblent détruire leur relation. Tout est résolu positivement juste avant le départ de Jean pour la guerre d’indépendance, accompagné du chant de l’hymne qu’il a composé.

## Fiche technique
- Titre : Amo te sola
- Réalisation : Mario Mattoli
- Scénario : Mario Mattoli, Giacomo Gentilomo
- Photographie : Carlo Montuori
- Montage : Giacomo Gentilomo
- Musique : Salvatore Allegra (it)
- Scénographie : Gastone Medin
- Costumes : Gino Sensani (en)
- Producteur : Fabio Franchini
- Société de production : Società Anonima Grandi Film, Tiberialfilms
- Pays d'origine : Royaume d'Italie
- Langue : Italien
- Format : Noir et blanc — 35 mm — 1,37:1 — Son : Mono
- Genre : Comédie
- Durée : 79 minutes
- Dates de sortie :
  - Royaume d'Italie : 1935
  - États-Unis : 19 juillet 1936

## Distribution
- Vittorio De Sica : Giovanni, le compositeur
- Milly : Grazia
- Enrico Viarisio : l'avocat Piccoli
- Giuditta Rissone : Carlotta, cousine de Grazia
- Carlo Ninchi: Cesare Baldi
- Ada Dondini : donna Giuditta
- Renato Cialente (it) : le baron
- Enzo Biliotti : le cavalier Rivolta
- Checco Rissone : le jeune marquis
- Giovanni Barrella: l'impresario milanais
- Clelia Bernacchi (it) : Rosa, la femme de chambre
- Guglielmo Sinaz (it) :
- Guido Celano: Un libéral au cafè
- Emilio Cigoli : Un libéral au cafè
- Cesare Polacco (it) : Un libéral au cafè
- Carlo Duse: un flic
- Dina Romano : la gouvernante
- Edda Soligo (it) : une serveuse
- Guglielmo Morresi :
- Nino Eller (en) :
- Carlo Maggio:
- Carla Zaccaria:
- Pio Campa :
- Remo Brignardelli:
- Antimo Reyneri :
- Giuseppe Pierozzi (it) :

## Réception critique
- « Le film présente les événements de 1848 sous un angle comique, avec une petite intrigue patriotique et romantique, et en  toile de fond la Florence grand-ducale. Il constitue un progrès significatif pour Mattoli, même si l'on  peut noter ici et là, quelques hésitations dans le déroulement de l'action. Dans quelques scènes, il n'est pas parvenu à trouver le bon rythme (l'inauguration de l'éclairage au gaz, le départ du musicien amoureux de Florence, le défilé final, etc.). Mais on peut estimer que le réalisateur est déjà sorti, avec ce film, de la phase d'apprentissage et de la recherche de sa propre voie. D'une manière polie, légère, agréable, il joue avec des situations théâtrales mais sans en abuser, et conserve un ton nuancé et ludique, qui s'approche de la farce sans jamais y tomber. De Sica joue avec esprit, mais la véritable trouvaille du film est Milly : aucune actrice n'a, comme elle, le sens de l'émotion élégante » (F. Sacchi, Corriere della Sera, 7 janvier 1936)

## À noter
- Le premier film de Mario Mattoli, Tempo massimo, sorti l'année précédente, était déjà interprété par Vittorio De Sica et Milly, la belle-sœur du réalisateur.